# イライジャ・バーク
イライジャ・バーク（Elijah Samuel Burke、1978年5月24日 - ）は、アメリカ合衆国のプロレスラー。フロリダ州ジャクソンビル出身のアフリカ系アメリカ人。
WWEでは本名名義、TNAではディアンジェロ・ディネロ（"The Pope" D'Angelo Dinero）のリングネームで活動していた。

## 来歴
地元ジャクソンビル警察で巡査として5年務め、その後アマチュアボクサーとして活躍し、戦歴103勝1敗（102KO）という輝かしい成績を持っている。（実際にこれはプロレス上WWEの考案したギミックであり、実質の記録は98勝1敗で98勝全てがKO勝ちでは無い）

### WWE
2004年、WWEの下部組織OVWに入る。12月にはOVWヘビー級王座を奪取。
2006年7月、SmackDown!にて、総合格闘家ギミックのシルベスター・ターカイのコーナーマンとしてデビュー。しかし、目立った活躍はできず12月にECWへ移籍。また、ECWの実況者タズが膝の怪我のため離脱していたため、代理として一時的にジョーイ・スタイルズのパートナーとして同団体のカラーコメンテーターを務めた。同月にはターカイと共にDecember to Dismember 2006へ出場しFBIを相手に勝利を収めている。2007年1月にターカイが解雇になった時点でこのアングルは終了。

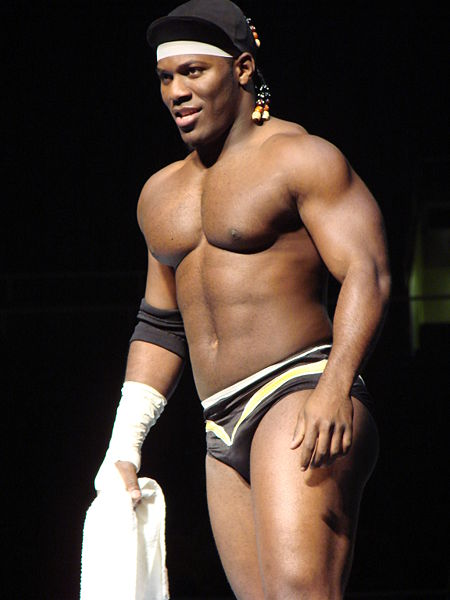
2007年

一人になったイライジャは、WWE会長であるビンス・マクマホンによって若手のヒール集団ニュー・ブリードのリーダーに任命され、ECWの未来と紹介される。ECWオリジナルズとの抗争を開始し、自身にとっては初のWrestleMania 23では全面対決をするが敗戦。その後メンバーの一人であったCMパンクが裏切り離脱。同年5月に行われたJudgment Day 2007ではパンクと対戦するも敗退。6月のOne Night Stand 2007ではニュー・ブリードのメンバーであるマーキス・コー・ヴァン、マット・ストライカーと組みCMパンク、トミー・ドリーマー、サンドマンらとのテーブル戦に臨むも敗退している。2007年6月19日放送のECWでは今は亡きクリス・ベノワとも対戦。敗退しているが、この試合はベノワにとって最後の試合となった。9月のUnforgiven 2007ではCMパンクの保持するECW王座へ挑戦するが敗退。11月20日に、同じ黒人レスラーであるシェルトン・ベンジャミンをECWに引き寄せ紹介、タッグを組んでECWを支配するのかと思いきや、12月2日のSmackDown!でのバティスタ戦で負傷し、戦線離脱（と言うのもこれはアングルであり、以前から腰を痛めていたイライジャの休養のために離脱と言うアングルを行った）。
2008年、Royal Rumble 2008にて早くも復帰（ロイヤルランブル開始直前まで決定されていなかった6人の最終候補の一人として）。28番というラッキーな番号を手に入れるも、トリプルHにミック・フォーリーを投げつけられ、フォーリーと共にリング外に転落し、失格。その後はテレビ放映から外され番組に長く登場しなかったが、5月のECWでは黒で統一したコスチュームを身を纏った新ギミックで登場。しかし再びフェードアウトし半年以上経っても復帰しないまま11月10日にWWEを解雇された。

### TNA
WWE解雇後、WWC、1PW（One Pro Wrestling）、BCWA（Blue Collar Wrestling Alliance）、XVW（Xtreme Valley Wrestling）といったインディー団体に参戦し、2009年5月、TNAと契約を交わし入団。8月のTNA iMPACT!にてハーレムストリートの説教者ギミックである、"ザ・ポープ" ディアンジェロ・ディネロ（"The Pope" D'Angelo Dinero）のリングネームでデビューを飾った。当初はヒールとして活動していたが11月よりフェイスターン。2010年1月より行われた8カード・スタッド・トーナメントで優勝し、TNA世界ヘビー級王座に挑戦するも失敗。そして怪我をしてしまったことによりトップへのチャンスを台無しにしてしまった。
2011年、サモア・ジョーとオケイトとの抗争や、ディーボンとタッグを組んでTNA世界タッグチーム王座へ挑戦するも失敗し、ディーボンとの確執を経て抗争へと展開するなどストーリーラインを盛り上げた。またTNAとAAAの抗争においてTNAからの刺客としてAAAに参戦した。2012年にはBound for Gloryシリーズに参加するもシリーズ途中で負傷し棄権。復帰後はエイシズ・アンド・エイツから襲撃されるなどジョバーとして役目が大半になった。2013年1月、TNAとの契約更改において契約を更新する意思はないとして破棄。退団することを発表した。

### インディー団体
TNA退団後、本名名義で各インディー団体で活動するようになり、4月4日にPWS（Pro Wrestling Syndicate）にてジョン・モリソンと元WWE所属レスラー同士の対決をして敗戦した。

### OVW
9月11日、登場予告やプロモーションなどの展開をせずにOVWに電撃復帰を果たした。相手はOVW TV王座を保持するフラッシュ・フラナガンであり、復帰第1試合目ながら王座戦に挑戦して勝利し、同時にOVW TV王座を奪取した。同月18日にはフラナガンよりリベンジマッチを要求され対戦したが返り討ちにした。

## 得意技
イライジャ・エクスプレス
WWE所属時から使用しているフィニッシャー。ニーパッドを下げて膝を露出し、助走をつけてコーナーにもたれ掛かっている相手の胸または背中に両膝を衝突させる技。TNA所属時はDDE（ディアンジェロ・ディネロ・エクスプレス）という技名だった。
イライジャ・エクスペリエンス
前面でのロシアン・レッグスウィープで、相手の体をマットに叩き付ける。
4アップ
コンビネーションパンチ
コロネーション
ジャーマン・スープレックス
アウターリミッツ・エルボー
ピンプスラップ

## 獲得タイトル
OVW
- OVWヘビー級王座 : 1回
- OVW TV王座 : 1回

## 入場曲
- Don't Waste My Time
- Catholi-Funk

## 備考
- WWE所属スーパースターによるエキサイティングプロレスのスーパースター大会において2年連続優勝している。（2007年・2008年）
- 2008年5月当たりからイメージを一新、コスチュームを黒で統一している。
- 右腕のリスト・テープに書かれた"4-Up"は、各試合毎、事前に書いている。
- 2007年に死去したクリス・ベノワの最後の対戦相手である。